# Magyar Telekom
Die Magyar Telekom Nyrt. (Magyar Telekom Távközlési Nyilvánosan Működő Részvénytársaság, deutsch: Ungarische Telekom Telekommunikation Aktiengesellschaft) ist eine Tochter der Deutschen Telekom AG und zählt zu den führenden Telekommunikationsunternehmen in Ungarn. Sie ist aus der ehemals staatlichen Magyar Posta hervorgegangen und notiert als Aktiengesellschaft an der Budapester Börse.

## Geschichte

Zentrale der Magyar Telekom in Budapest

Mit Wirkung zum 31. Dezember 1989 wurde die Ungarische Post in die unabhängig voneinander operierende Gesellschaften (Post, Rundfunk und Telekommunikation) aufgeteilt. Der Bereich Telekommunikation wurde zwei Jahre später in die Matáv Hungarian Telecommunications Ltd. ausgegliedert, blieb aber zu 100 Prozent in Staatsbesitz.
Das MagyarCom Konsortium, bestehend aus Deutsche Telekom und Ameritech, übernahm Ende 1993 für den Kaufpreis von 875 Millionen US-Dollar 30,29 Prozent an Matáv. Ein Jahr später wurde das Konsortium für einen Kaufpreis von 852 Millionen US-Dollar Mehrheitsaktionär und hielt nun 59,53 Prozent. Die Privatisierung von Matáv wurde damit zur größten Privatisierung in Zentral- und Osteuropa und zur größten Investition in Ungarn.
Im weiteren Verlauf der Privatisierung erfolgte der Börsengang an den Wertpapierbörsen in Budapest und New York. Am 14. November 1997 verkaufte der ungarische Staat weitere 26 Prozent über den freien Markt. Mit dem Börsengang in New York wurde Matáv das erste Zentraleuropäische Unternehmen das an der New York Stock Exchange gehandelt wurde.
Im Jahr 2000 übernahm die Deutsche Telekom von ihrem Partner SBC Communications Inc. (Rechteinhaber von Ameritech) für einen Kaufpreis von 2,2 Milliarden US-Dollar, deren Anteil von 29,95 Prozent an MagyarCom. Dadurch wurde die Deutsche Telekom alleiniger Mehrheitsaktionär an Matáv. Die restlichen 40,47 Prozent der Anteile an Matáv befanden sich in Streubesitz, während eine Aktie weiterhin im Besitz des ungarischen Staats blieb.
Die Mobilfunksparte Westel 900 erreichte im weiter wachsenden Mobilfunkmarkt mit 842.000 Kunden einen Marktanteil von 55 Prozent. Die Deutsche Telekom hielt 49 Prozent an Westel und vereinbarte ein Vorkaufsrecht zugunsten der Matáv bis spätestens zum 31. Dezember 2001. Matáv übte im Dezember 2001 ihr Vorkaufsrecht aus und übernahm, für einen vorher vereinbarten Kaufpreis von 855 Millionen US-Dollar, die Anteile von der Deutschen Telekom AG.
Mit der Übernahme von Makedonski Telekomunikacii (MakTel), dem Anbieter für Telekommunikation in Mazedonien, und Emitel Rt. (Telekommunikationslösungen im Businessbereich) erfolgte im Jahr 2001 eine Expansion des Unternehmens.
Durch die Liberalisierung des ungarischen Telekommunikationsmarkts entfiel im Jahr 2002 die Monopolstellung Matávs.

Logo zwischen 2005 und 2008

Logo der ehemaligen Matáv

Logo der ehemaligen Axelero

Im Rahmen einer Umstrukturierung in die Geschäftsbereiche Geschäfts-, Privat- und Mobilfunkkunden, erfolgte im Januar 2005 die Übernahme der restlichen Anteile an T-Mobile Hungary (ehemals Westel). Bereits im März 2005 übernahm Matáv für einen Kaufpreis von 114 Millionen Euro die Mehrheit von 51,12 Prozent an Telekom Crne Gore (TCG), einem Telekommunikations-Unternehmen in Montenegro. Weitere 16 Prozent wurden für 17 Millionen Euro von weiteren Unternehmenseignern gekauft. Am 6. Mai 2005 wurde das Unternehmen in Magyar Telekom umbenannt. Damit ging der größte Namenswechsel Ungarns in die entscheidende Runde. Gleichzeitig bekamen alle Geschäftszweige das T im Namen. Die Firmenfarbe wechselte zum Telekom-typischen Magenta. Die einzelnen Sparten bekamen folgende Namen:
- T-Com Festnetzsparte für Privatkunden (vormals Matáv Wireline Services Line of Business)
- T-Systems Festnetzsparte für Firmenkunden (vormals Matáv Business Services Line of Business)
- T-Online Internetanbieter (vormals Axelero)
- T-Kábel Kabelnetzsparte (vormals MatávKábel TV)
- T-Pont Einzelhandelseinrichtungen (vormals Matáv-Pont)

Im Herbst 2008 wurde ein weiteres Rebranding vorgenommen, sodass die Magyar Telekom nun mit derselben Markenstruktur wie auch auf dem deutschen Markt auftritt: T-Home für die Kommunikation zu Hause, T-Mobile für unterwegs und T-Systems für Geschäftskunden.
Aufgrund der Komplexität der Finanzberichte nach Vorgaben der amerikanischen SEC und den Aufsichtsbehörden in Ungarn erfolgte am 12. November 2010 das Delisting an der New Yorker NYSE und Übergang zum OTC-Handel. In Zukunft erfolgt nur noch eine Notierung an der Wertpapierbörse in Budapest.
Zum Jahresende 2013 wurde seitens der Magyar Telekom bekannt gegeben, dass sie beabsichtigt, neun Kabelnetzbetreiber mit etwa 33.000 angeschlossenen Haushalten übernehmen zu wollen.
Im Januar 2017 übernahm die Hrvatski Telekom, den mittlerweile auf 76,53 Prozent gestiegenen Anteil an Telekom Crne Gore. Hrvatski Telekom ist wie Magyar Telekom eine Tochter der Deutschen Telekom AG.

## Unternehmensgliederung
Im Rahmen der strategischen Neuausrichtung der Deutschen Telekom und ihrer Tochterunternehmen, wurde wie bereits bei der Telekom Deutschland GmbH, die Sparte für Privat- und Geschäftskunden unter der einheitlichen Marke Telekom gebündelt. Die Aktivitäten im Bereich Firmenkunden wird als T-Systems geführt.
- Telekom (Festnetz, Mobilfunk, TV und Internet)
- T-Systems (Firmenkunden)

Ehemalige Gliederung des Unternehmens
- T-Systems (Festnetz Firmenkunden)
- T-Com (Festnetz Privatkunden) – über 3 Mio. Festnetzanschlüsse
- T-Online (Internetanbieter) – ca. 200.000 Internetnutzer und ca. 1,5 Mio.
- T-Mobile (Mobilfunk) – 50 % Marktabdeckung bei 4 Mio. Kunden

## Management
| Name                   | Funktion (Magyar Telekom Plc.)             | Funktion (T-Systems Magyarország Zrt.) | Mitglied seit                        |
| ---------------------- | ------------------------------------------ | -------------------------------------- | ------------------------------------ |
| Christopher Mattheisen | Vorstandsvorsitzender (Chairman & CEO)     |                                        | 6. Dezember 2006                     |
| Tibor Rékasi           | Chief Commercial Officer Residential (CCO) | Aufsichtsratsvorsitzender (Chairman)   | 1. Oktober 2013                      |
| Zoltán Kaszás          | Chief Commercial Officer Enterprise (CCO)  | Mitglied des Aufsichtsrats             | 1. Juli 2017 (kommissarisch ab Jan.) |
| Balázs Máthé           | Chief Legal and Corporate Affairs Officer  |                                        | 1. Juli 2010                         |
| János Szabó            | Chief Financial Officer (CFO)              | Mitglied des Aufsichtsrats             | 1. April 2013                        |
| Zsuzsanna Friedl       | Chief Human Resources Officer              |                                        | 27. März 2017                        |
| Kim Kyllesbech Larsen  | Chief Technology and IT Officer            |                                        | 10. Februar 2017                     |

## Kritik
Obwohl Matáv als ungarische Erfolgsstory galt, wurden im Verlauf der Vorbereitungen zum Börsengang insgesamt 15 Beschwerden von privaten Konzessionsgesellschaften für regionale Netze bei der ungarischen Regulierungsbehörde eingereicht. Gründe waren zu hohe Gebühren bei Ferngesprächen (ca. 40 Prozent der Einnahmen) für die Nutzung der Matávnetze.

## Sponsoring
- Matáv unterstützt Veranstaltungen in den Bereichen Kultur, Sport und Unterhaltung. Vor allem werden Klassische Musik, Jazz, Theaterproduktionen und größere Sportveranstaltungen unterstützt.